# Melchior Stubendorff
Melchior Stubendorff (* um 1539 in Halle (Saale); † 1609) war ein deutscher lutherischer Theologe und braunschweigischer Hofprediger.

## Leben
Melchior Stubendorff wurde 1575 erster Pastor an der St.-Stephani-Kirche in Goslar, 1576 zweiter Pastor an der Marktkirche St. Aegidien in Osterode und 1584 Pastor in Katlenburg. In Katlenburg wirkte er bis zur Verlegung der Residenz auf das Schloss Herzberg (1595) auch als Hofprediger Philipps II. von Braunschweig-Grubenhagen.